# Campionatul Mondial de Handbal Feminin din 2017 - Echipele
Acest articol prezintă echipele care au luat parte la Campionatul Mondial de Handbal Feminin din 2017, desfășurat în Germania, a 23-a ediție a acestei competiții. Fiecare echipă a avut maximum 18 jucătoare, din care maximum 16 au putut fi înscrise pe foaia de joc a fiecărui meci.
Vârsta, clubul, selecțiile și golurile înscrise sunt cele valabile pe 1 decembrie 2017.

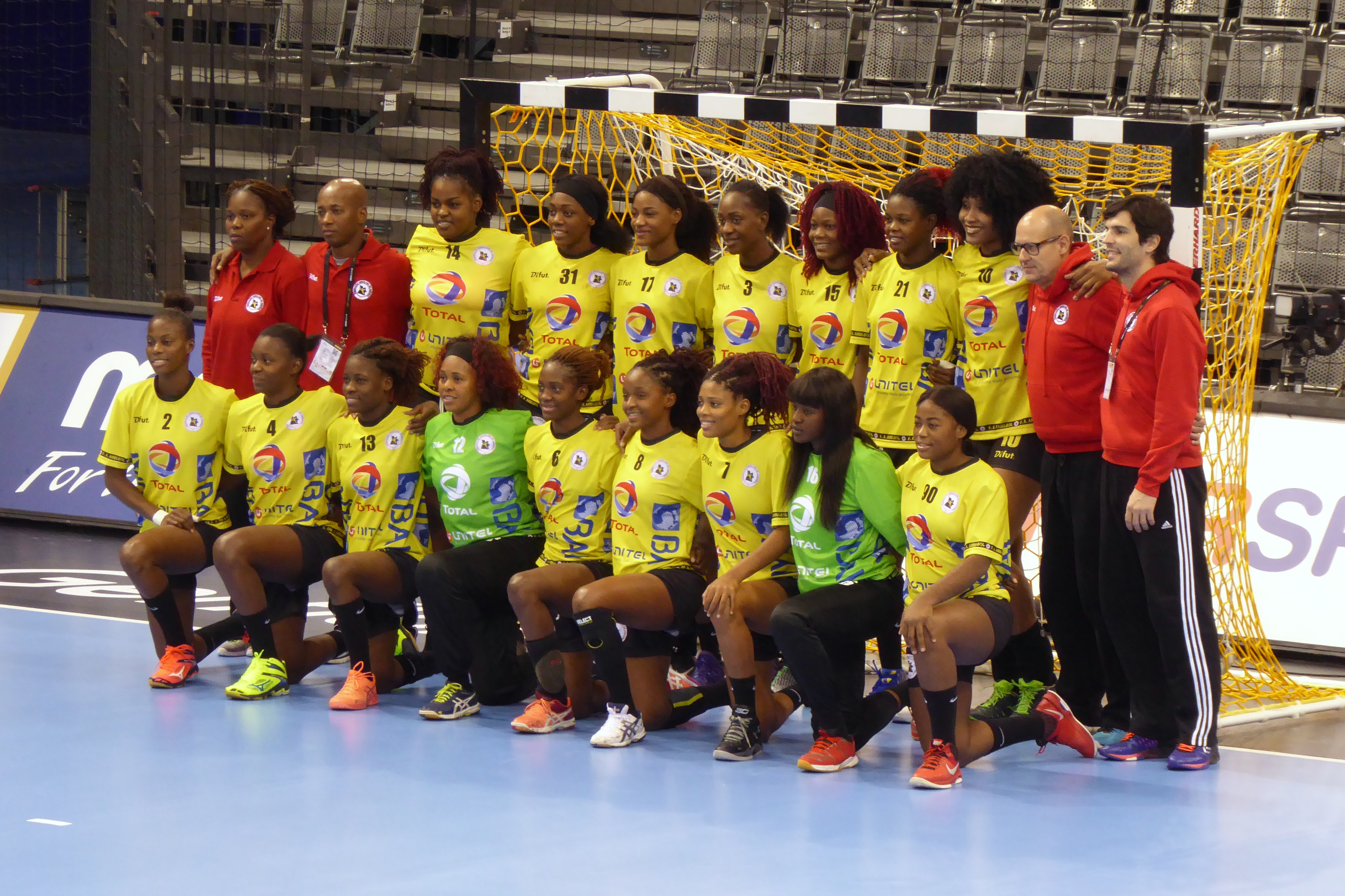
Echipa Angolei.

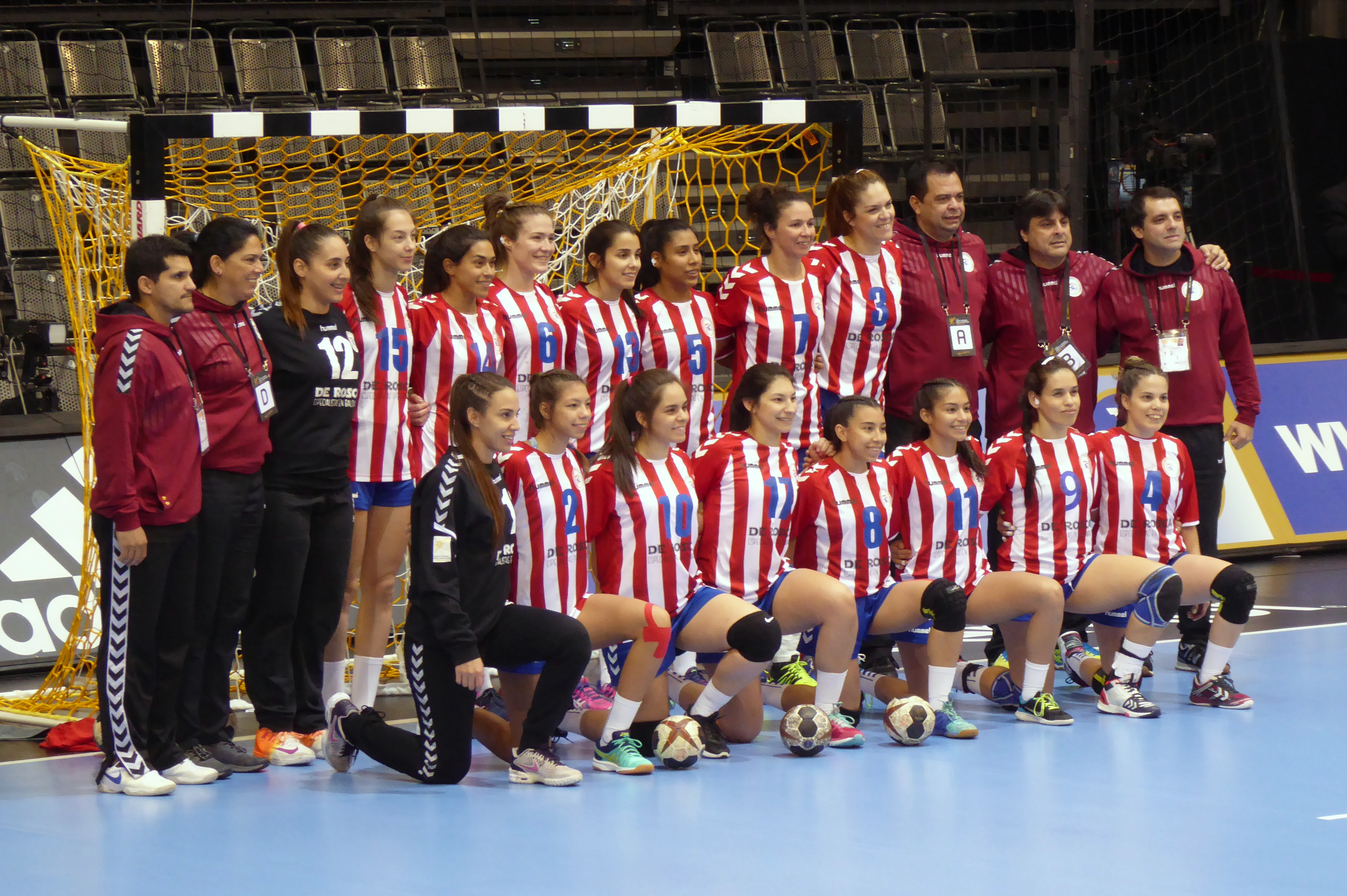
Echipa Paraguayului.

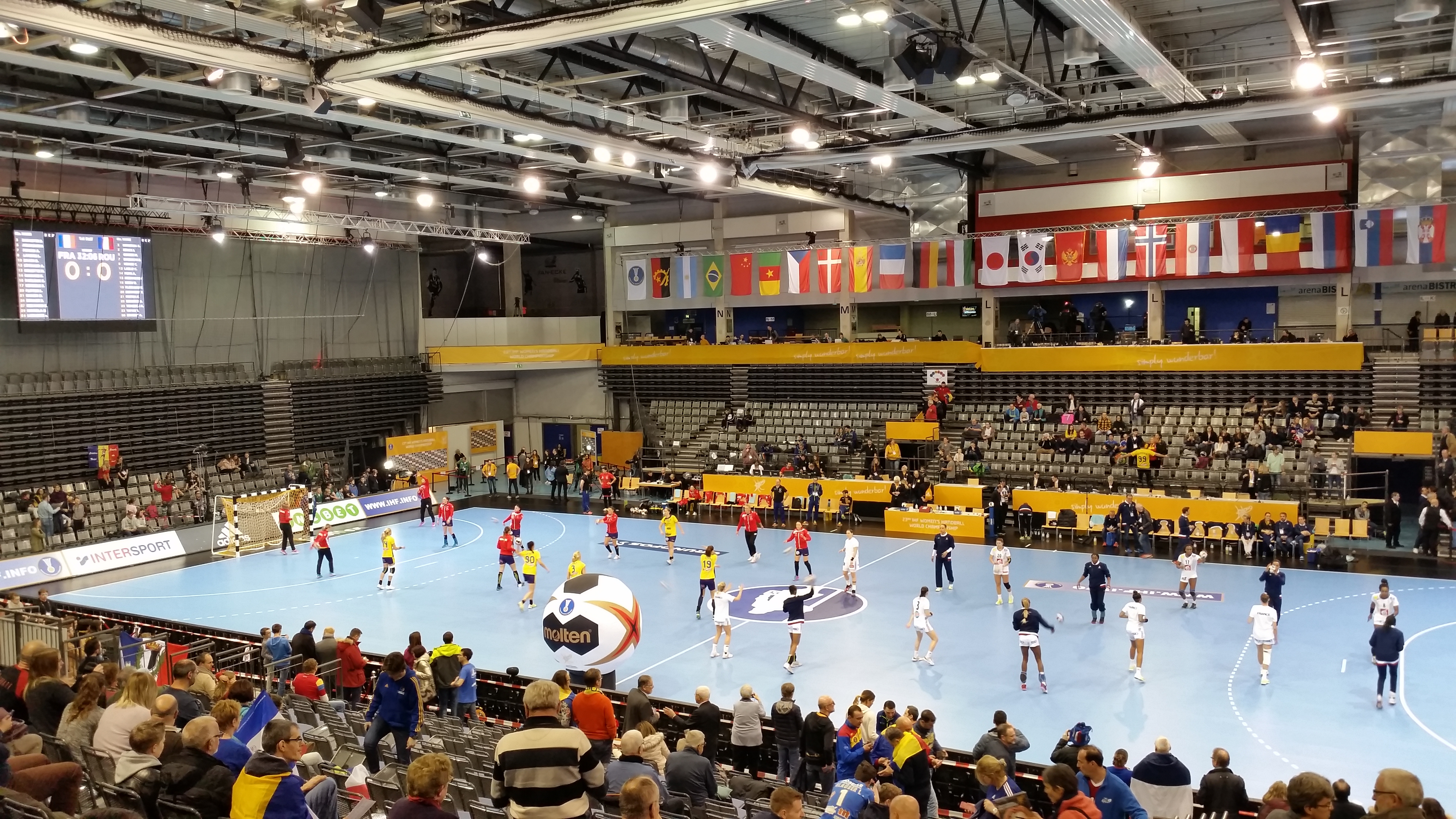
Echipele Franței și României înaintea meciului oficial din Trier.

## Grupa A

### Angola
Echipa a fost anunțată pe 23 noiembrie 2017.
Antrenor principal:  Morten Soubak
Antrenor secund:  Alex Aprille
| Nr. | Post            | Nume               | Data nașterii (vârsta) | Înălțime | Selecții | Goluri | Echipă                  |
| --- | --------------- | ------------------ | ---------------------- | -------- | -------- | ------ | ----------------------- |
| 2   | Centru          | Vilma Nenganga     | 12 septembrie 1996     | 1,72 m   | 5        | 12     | Petro de Luanda         |
| 3   | Inter stânga    | Iracelma Silva     | 1 februarie 1991       | 1,80 m   | 14       | 15     | Primeiro de Agosto      |
| 4   | Inter stânga    | Manuela Paulino    | 15 aprilie 1996        | 1,70 m   | 0        | 0      | Petro de Luanda         |
| 5   | Extremă dreapta | Juliana Machado    | 6 noiembrie 1994       | 1,70 m   | 35       | 71     | Primeiro de Agosto      |
| 7   | Inter dreapta   | Vilma Silva        | 3 iunie 1997           | 1,70 m   | 7        | 9      | Marinha de Guerra       |
| 8   | Centru          | Helena Paulo       | 24 ianuarie 1998       | 1,70 m   | 4        | 1      | Marinha de Guerra       |
| 10  | Pivot           | Albertina Kassoma  | 12 iunie 1996          | 1,90 m   | 24       | 65     | Primeiro de Agosto      |
| 12  | Portar          | Cristina Branco    | 15 martie 1985         | 1,70 m   | 63       | 0      | Primeiro de Agosto      |
| 13  | Extremă stânga  | Natália Kamalandua | 25 decembrie 1998      | 1,70 m   | 4        | 2      | Petro de Luanda         |
| 14  | Pivot           | Ríssia Oliveira    | 23 aprilie 1995        | 1,80 m   | 7        | 3      | Petro de Luanda         |
| 15  | Inter dreapta   | Azenaide Carlos    | 14 iunie 1990          | 1,75 m   | 60       | 193    | Petro de Luanda         |
| 16  | Portar          | Marta Alberto      | 10 februarie 1995      | 1,80 m   | 4        | 0      | Primeiro de Agosto      |
| 17  | Centru          | Dalva Peres        | 6 august 1996          | 1,75 m   | 4        | 4      | Primeiro de Agosto      |
| 21  | Inter dreapta   | Magda Cazanga      | 28 mai 1991            | 1,84 m   | 31       | 58     | Petro de Luanda         |
| 31  | Extremă stânga  | Janete dos Santos  | 10 iunie 1991          | 1,75 m   | 20       | 10     | Progresso do Sambizanga |
| 90  | Inter stânga    | Isabel Guialo      | 8 aprilie 1990         | 1,72 m   | 43       | 115    | Primeiro de Agosto      |

### Franța
O echipă de 21 de handbaliste a fost anunțată pe 20 noiembrie 2017. Echipa finală a fost făcută publică pe 1 decembrie 2017. Pe 9 decembrie 2017, Astride N'Gouan a înlocuit-o pe Orlane Kanor. Schimbarea a fost inversată șase zile mai târziu.
Antrenor principal:  Olivier Krumbholz
Antrenor secund:  Sébastien Gardillou
| Nr. | Post            | Nume                | Data nașterii (vârsta) | Înălțime | Selecții | Goluri | Echipă         |
| --- | --------------- | ------------------- | ---------------------- | -------- | -------- | ------ | -------------- |
| 3   | Extremă dreapta | Blandine Dancette   | 14 februarie 1988      | 1,69 m   | 91       | 112    | Nantes         |
| 5   | Inter dreapta   | Camille Ayglon      | 21 mai 1985            | 1,80 m   | 237      | 411    | CSM București  |
| 7   | Centru          | Allison Pineau      | 2 mai 1989             | 1,81 m   | 206      | 544    | Brest Handball |
| 8   | Pivot           | Laurisa Landre      | 27 octombrie 1985      | 1,74 m   | 72       | 114    | Metz Handball  |
| 9   | Pivot           | Astride N'Gouan     | 9 iulie 1991           | 1,87 m   | 13       | 26     | Brest Handball |
| 10  | Centru          | Grâce Zaadi         | 7 iulie 1993           | 1,71 m   | 76       | 146    | Metz Handball  |
| 12  | Portar          | Amandine Leynaud    | 2 mai 1988             | 1,78 m   | 202      | 2      | ŽRK Vardar     |
| 13  | Extremă stânga  | Manon Houette       | 2 iulie 1992           | 1,68 m   | 61       | 127    | Metz Handball  |
| 14  | Inter stânga    | Kalidiatou Niakaté  | 15 martie 1995         | 1,77 m   | 9        | 12     | Nantes         |
| 16  | Portar          | Cléopâtre Darleux   | 1 iunie 1989           | 1,76 m   | 140      | 3      | Brest Handball |
| 17  | Extremă stânga  | Siraba Dembélé      | 28 iunie 1986          | 1,72 m   | 246      | 771    | Rostov-Don     |
| 20  | Extremă dreapta | Laura Flippes       | 13 decembrie 1994      | 1,71 m   | 24       | 30     | Metz Handball  |
| 21  | Inter stânga    | Orlane Kanor        | 16 iunie 1997          | 1,78 m   | 4        | 2      | Metz Handball  |
| 24  | Pivot           | Béatrice Edwige     | 3 octombrie 1988       | 1,82 m   | 62       | 32     | Metz Handball  |
| 27  | Centru          | Estelle Nze Minko   | 11 august 1991         | 1,78 m   | 70       | 129    | Siófok KC      |
| 29  | Inter stânga    | Gnonsiane Niombla   | 9 iulie 1990           | 1,72 m   | 78       | 188    | CSM București  |
| 64  | Inter dreapta   | Alexandra Lacrabère | 27 aprilie 1987        | 1,77 m   | 200      | 667    | ŽRK Vardar     |

### Paraguay
Antrenor principal:  Neri Ruben
Antrenor secund:  Victor Figueredo Trigo
| Nr. | Post            | Nume                | Data nașterii (vârsta) | Înălțime | Selecții | Goluri | Echipă               |
| --- | --------------- | ------------------- | ---------------------- | -------- | -------- | ------ | -------------------- |
| 1   | Portar          | Alicia Villalba     | 28 februarie 1989      | 1,71 m   | 150      | 0      | San José Handball    |
| 2   | Inter stânga    | Fatima Acuña        | 14 august 1999         | 1,80 m   | 125      | 40     | Nueva Estrella       |
| 3   | Pivot           | Luz Genes           | 2 februarie 1984       | 1,85 m   | 132      | 28     | Club Cerro Porteño   |
| 4   | Centru          | Fernanda Insfrán    | 7 februarie 1998       | 1,56 m   | 150      | 60     | Mavi Handball        |
| 5   | Extremă dreapta | Kamila Rolón        | 5 iulie 1994           | 1,69 m   | 150      | 60     | San José Handball    |
| 6   | Pivot           | Sabrina Fiore       | 17 aprilie 1996        | 1,75 m   | 150      | 56     | A.A.U. Handball      |
| 7   | Pivot           | Karina dos Santos   | 1 aprilie 1985         | 1,80 m   | 150      | 54     | San José Handball    |
| 8   | Inter stânga    | María Fernández     | 30 august 1998         | 1,54 m   | 125      | 30     | Club Cerro Porteño   |
| 9   | Centru          | Marizza Faría       | 20 august 1983         | 1,67 m   | 173      | 73     | Mavi Handball        |
| 10  | Centru          | Agustina Chaves     | 19 martie 1998         | 1,66 m   | 0        | 0      | Club Cerro Porteño   |
| 11  | Centru          | Delyne Leiva        | 27 martie 1998         | 1,59 m   | 125      | 40     | Club Cerro Porteño   |
| 12  | Portar          | Analia Yaryes       | 9 mai 1993             | 1,75 m   | 150      | 0      | Club Cerro Porteño   |
| 13  | Extremă stânga  | Georginna Battaglia | 15 februarie 1995      | 1,69 m   | 98       | 42     | Atlántida Sport Club |
| 14  | Extremă dreapta | Leticia Martínez    | 21 decembrie 1988      | 1,75 m   | 151      | 48     | San Lorenzo          |
| 15  | Extremă stânga  | Ana Acuña           | 5 mai 1994             | 1,82 m   | 150      | 58     | Nueva Estrella       |
| 17  | Extremă dreapta | Gisela González     | 16 aprilie 1997        | 1,69 m   | 148      | 31     | Club Cerro Porteño   |

### România
O echipă de 20 de jucătoare a fost anunțată pe 10 noiembrie 2017. Echipa finală a fost făcută publică pe 26 noiembrie 2017. Gabriella Szűcs a înlocuit-o pe Mădălina Zamfirescu pe 8 decembrie 2017.
Antrenor principal:  Ambros Martín
Antrenor secund:  Horațiu Pașca
| Nr. | Post            | Nume                    | Data nașterii (vârsta) | Înălțime | Selecții | Goluri | Echipă                  |
| --- | --------------- | ----------------------- | ---------------------- | -------- | -------- | ------ | ----------------------- |
| 2   | Extremă dreapta | Aneta Udriștioiu        | 22 iunie 1989          | 1,66 m   | 25       | 39     | CSM București           |
| 3   | Inter stânga    | Gabriella Szűcs         | 31 august 1984         | 1,83 m   | 21       | 10     | HC Dunărea Brăila       |
| 5   | Inter dreapta   | Melinda Geiger          | 28 martie 1987         | 1,77 m   | 95       | 217    | Brest Bretagne Handball |
| 7   | Centru          | Eliza Buceschi          | 31 august 1993         | 1,75 m   | 53       | 146    | ASC Corona 2010 Brașov  |
| 8   | Inter stânga    | Cristina Neagu          | 26 august 1988         | 1,80 m   | 160      | 697    | CSM București           |
| 13  | Centru          | Cristina Laslo          | 10 aprilie 1996        | 1,76 m   | 17       | 19     | ŽRK Budućnost           |
| 14  | Extremă stânga  | Ana Maria Popa          | 25 februarie 1990      | 1,75 m   | 14       | 21     | CSM Roman               |
| 15  | Extremă stânga  | Valentina Ardean-Elisei | 5 iunie 1982           | 1,71 m   | 218      | 863    | SCM Craiova             |
| 16  | Portar          | Denisa Dedu             | 27 septembrie 1994     | 1.82 m   | 26       | 2      | Siófok KC               |
| 19  | Inter stânga    | Cristina Florianu       | 29 septembrie 1989     | 1,83 m   | 19       | 29     | SCM Craiova             |
| 20  | Portar          | Iulia Dumanska          | 15 august 1996         | 1,78 m   | 14       | 0      | SCM Craiova             |
| 21  | Pivot           | Crina Pintea            | 3 aprilie 1990         | 1,86 m   | 39       | 61     | Issy-Paris Hand         |
| 23  | Extremă dreapta | Ana Maria Berbece       | 23 iulie 1999          | 1,71 m   | 0        | 0      | „U” Alexandrion Cluj    |
| 25  | Pivot           | Cynthia Tomescu         | 30 iulie 1991          | 1,80 m   | 9        | 6      | ASC Corona 2010 Brașov  |
| 31  | Centru          | Mădălina Zamfirescu     | 31 octombrie 1994      | 1,77 m   | 21       | 37     | Debreceni VSC           |
| 33  | Pivot           | Timea Tătar             | 28 iulie 1989          | 1,70 m   | 4        | 3      | ASC Corona 2010 Brașov  |
| 90  | Inter dreapta   | Ana Maria Dragut        | 24 februarie 1990      | 1,87 m   | 6        | 12     | HC Zalău                |

### Slovenia
O echipă de 19 jucătoare a fost anunțată pe 20 noiembrie 2017. Echipa finală a fost făcută publică pe 30 noiembrie 2017.
Antrenor principal:  Uroš Bregar
Antrenor secund:  Salvador Kranjčič
| Nr. | Post            | Nume            | Data nașterii (vârsta) | Înălțime | Selecții | Goluri | Echipă                   |
| --- | --------------- | --------------- | ---------------------- | -------- | -------- | ------ | ------------------------ |
| 3   | Pivot           | Teja Ferfolja   | 20 septembrie 1991     | 1,83 m   | 34       | 18     | CSM Roman                |
| 5   | Centru          | Tjaša Rudman    | 16 august 1996         | 1,67 m   | 2        | 1      | ZRK Mlinotest Ajdovščina |
| 6   | Inter dreapta   | Ana Gros        | 21 ianuarie 1991       | 1,86 m   | 77       | 302    | Metz Handball            |
| 9   | Centru          | Nina Žabjek     | 4 martie 1998          | 1,78 m   | 2        | 0      | RK Krim                  |
| 10  | Centru          | Tjaša Stanko    | 5 noiembrie 1997       | 1,73 m   | 28       | 78     | RK Krim                  |
| 11  | Inter stânga    | Ana Abina       | 30 iulie 1997          | 1,75 m   | 6        | 5      | RK Krim                  |
| 18  | Centru          | Nina Zulić      | 4 decembrie 1995       | 1,70 m   | 13       | 16     | RK Krim                  |
| 19  | Extremă dreapta | Neli Irman      | 7 aprilie 1986         | 1,73 m   | 93       | 230    | Spono Eagles             |
| 20  | Extremă dreapta | Alja Koren      | 11 decembrie 1990      | 1,85 m   | 41       | 75     | RK Krim                  |
| 21  | Portar          | Amra Pandžić    | 20 septembrie 1998     | 1,78 m   | 25       | 0      | RK Krim                  |
| 24  | Inter stânga    | Hana Vučko      | 14 noiembrie 1998      | 1,75 m   | 1        | 0      | RK Krim                  |
| 27  | Pivot           | Alja Vrček      | 10 august 1993         | 1,68 m   | 7        | 10     | ŽRK Krka                 |
| 30  | Portar          | Maja Vojnović   | 26 ianuarie 1998       | 1,80 m   | 4        | 0      | ŽRK Krka                 |
| 32  | Pivot           | Lina Krhlikar   | 29 iunie 1989          | 1,84 m   | 44       | 84     | Frisch Auf Göppingen     |
| 41  | Pivot           | Aneja Beganovič | 9 noiembrie 1997       | 1,73 m   | 4        | 0      | RK Krim                  |
| 71  | Extremă stânga  | Ines Amon       | 13 iulie 1992          | 1,71 m   | 7        | 4      | RK Krim                  |

### Spania
Echipa a fost anunțată pe 3 noiembrie 2017, iar Seynabou Mbengue a fost adăugată pe 27 noiembrie 2017. Echipa finală a fost comunicată pe 1 decembrie 2017.
Antrenor principal:  Carlos Viver
Antrenor secund:  José Ignacio Prades
| Nr. | Post            | Nume                       | Data nașterii (vârsta) | Înălțime | Selecții | Goluri | Echipă                   |
| --- | --------------- | -------------------------- | ---------------------- | -------- | -------- | ------ | ------------------------ |
| 4   | Extremă dreapta | Carmen Martín              | 29 mai 1988            | 1,72 m   | 200      | 682    | OGC Nice Côte d'Azur     |
| 5   | Pivot           | María Núñez                | 27 noiembrie 1988      | 1,72 m   | 49       | 23     | ESBF Besançon            |
| 8   | Centru          | Silvia Arderíus            | 11 iulie 1990          | 1,68 m   | 9        | 19     | Super Amara Bera Bera    |
| 12  | Portar          | Silvia Navarro             | 20 martie 1979         | 1,67 m   | 1658     | 3      | Gran Canaria             |
| 14  | Pivot           | Elisabeth Chávez           | 17 noiembrie 1990      | 1,92 m   | 178      | 126    | Nantes Loire Atlantique  |
| 17  | Extremă stânga  | Jennifer Gutiérrez Bermejo | 20 februarie 1995      | 1,69 m   | 7        | 7      | Mecalia Atlético Guardés |
| 18  | Extremă dreapta | Maitane Etxeberria         | 15 ianuarie 1997       | 1,68 m   | 7        | 6      | Super Amara Bera Bera    |
| 19  | Pivot           | Paula García Ávila         | 15 ianuarie 1997       | 1,80 m   | 7        | 8      | Rincón Fertilidad Málaga |
| 20  | Extremă stânga  | Amaia González             | 27 februarie 1994      | 1,67 m   | 27       | 41     | Prosetecnisa BM Zuazo    |
| 25  | Inter stânga    | Nerea Pena                 | 13 decembrie 1989      | 1,75 m   | 125      | 400    | FTC-Rail Cargo Hungaria  |
| 27  | Inter stânga    | Lara González Ortega       | 22 februarie 1992      | 1,84 m   | 80       | 72     | Team Esbjerg             |
| 32  | Inter dreapta   | Mireya González            | 18 iulie 1991          | 1,78 m   | 39       | 50     | ÉRD                      |
| 39  | Inter dreapta   | Almudena Rodríguez         | 9 noiembrie 1993       | 1,75 m   | 20       | 24     | CSM Bistrița             |
| 42  | Inter stânga    | Ivet Musons                | 17 iunie 1993          | 1,67 m   | 7        | 14     | CB Elche Mustang         |
| 48  | Portar          | Darly de Paula             | 25 august 1982         | 1,78 m   | 45       | 0      | ŽRK Budućnost            |
| 86  | Inter stânga    | Alexandrina Barbosa        | 5 mai 1986             | 1,75 m   | 94       | 448    | Rostov-Don               |

## Grupa B

### Argentina
Echipa a fost anunțată pe 9 noiembrie 2017.
Antrenor principal:  Eduardo Peruchena
Antrenor secund:  Gustavo Sciglitano
| Nr. | Post            | Nume                    | Data nașterii (vârsta) | Înălțime | Selecții | Goluri | Echipă             |
| --- | --------------- | ----------------------- | ---------------------- | -------- | -------- | ------ | ------------------ |
| 1   | Portar          | Marisol Carratu         | 15 iulie 1986          | 1,79 m   | 106      | 2      | Atlético Guardés   |
| 2   | Pivot           | María de Uriarte        | 7 iunie 1992           | 1,70 m   | 18       | 35     | Argentinos Juniors |
| 3   | Inter dreapta   | Xoana Iacoi             | 3 iunie 1992           | 1,64 m   | 29       | 43     | Cideco Handball    |
| 4   | Extremă dreapta | Rosario Urban           | 13 martie 1997         | 1,68 m   | 39       | 80     | Atlético Guardés   |
| 5   | Inter stânga    | Manuela Pizzo           | 13 noiembrie 1992      | 1,78 m   | 94       | 273    | BM Remudas         |
| 6   | Extremă stânga  | Luciana Salvadó         | 3 aprilie 1990         | 1,69 m   | 111      | 339    | Club Oeste         |
| 8   | Extremă dreapta | Camila Bonazzola        | 21 mai 1996            | 1,70 m   | 39       | 82     | MUN/VTE            |
| 9   | Inter dreapta   | Luciana Mendoza         | 14 martie 1990         | 1,70 m   | 108      | 399    | Atlético Guardés   |
| 10  | Centru          | Victoria Crivelli       | 30 septembrie 1990     | 1,75 m   | 99       | 171    | Ferro Carril Oeste |
| 12  | Portar          | Nadia Bordon            | 11 august 1988         | 1,79 m   | 68       | 1      | CA Lanús           |
| 13  | Pivot           | Giuliana Gavilan        | 7 martie 1996          | 1,76 m   | 34       | 58     | CBA                |
| 18  | Inter dreapta   | Macarena Sans           | 20 noiembrie 1996      | 1,64 m   | 52       | 100    | Mendoza de Regatas |
| 19  | Inter stânga    | Florencia Ponce De Leon | 26 februarie 1992      | 1,79 m   | 41       | 75     | Club Oeste         |
| 21  | Inter stânga    | Macarena Gandulfo       | 3 noiembrie 1993       | 1,76 m   | 74       | 162    | Ciudad de Malaga   |
| 22  | Centru          | Elke Karsten            | 15 mai 1995            | 1,77 m   | 41       | 142    | BM Bera Bera       |
| 25  | Centru          | Micaela Casasola        | 17 martie 1997         | 1,77 m   | 39       | 101    | Vélez Sarsfield    |

### Cehia
O echipă de 18 jucătoare a fost anunțată pe 25 noiembrie 2017. Echipa finală a fost făcută publică pe 29 noiembrie 2017.
Antrenor principal:  Jan Bašný
Antrenor secund:  Jiří Mika
| Nr. | Post            | Nume                | Data nașterii (vârsta) | Înălțime | Selecții | Goluri | Echipă                  |
| --- | --------------- | ------------------- | ---------------------- | -------- | -------- | ------ | ----------------------- |
| 6   | Inter dreapta   | Veronika Galušková  | 30 iulie 1998          | 1,76 m   | 7        | 13     | DHC Slavia Praga        |
| 7   | Inter dreapta   | Helena Ryšánková    | 19 noiembrie 1992      | 1,75 m   | 25       | 21     | Cercle Dijon Bourgogne  |
| 9   | Extremă stânga  | Kristýna Salčáková  | 13 august 1987         | 1,63 m   | 116      | 157    | Achenheim Truchtersheim |
| 10  | Centru          | Petra Růčková       | 8 februarie 1989       | 1,73 m   | 114      | 109    | DHK Baník Most          |
| 14  | Inter stânga    | Kamila Kordovská    | 4 decembrie 1997       | 1,79 m   | 24       | 53     | HSG Blomberg-Lippe      |
| 15  | Inter dreapta   | Michaela Hrbková    | 14 iulie 1987          | 1,70 m   | 131      | 317    | Frisch Auf Göppingen    |
| 16  | Portar          | Lucie Satrapová     | 3 iulie 1989           | 1,83 m   | 87       | 0      | Kristianstad Handboll   |
| 18  | Centru          | Iveta Luzumová      | 3 aprilie 1989         | 1,76 m   | 86       | 322    | Thüringer HC            |
| 27  | Pivot           | Petra Adámková      | 21 iunie 1991          | 1,70 m   | 45       | 56     | Frisch Auf Göppingen    |
| 28  | Centru          | Šárka Marčíková     | 12 martie 1992         | 1,76 m   | 34       | 25     | Pogoń Baltica Szczecin  |
| 30  | Portar          | Dominika Müllnerová | 26 martie 1992         | 1,70 m   | 45       | 1      | DHK Baník Most          |
| 31  | Pivot           | Alena Stellnerová   | 22 august 1989         | 1,70 m   | 35       | 31     | DHC Slavia Praga        |
| 33  | Portar          | Petra Kudláčková    | 17 octombrie 1994      | 1,73 m   | 13       | 1      | DHC Slavia Praga        |
| 44  | Extremă dreapta | Dominika Zachová    | 4 iunie 1996           | 1,75 m   | 4        | 2      | DHK Baník Most          |
| 51  | Inter stânga    | Markéta Jeřábková   | 8 februarie 1996       | 1,74 m   | 33       | 110    | DHK Baník Most          |
| 67  | Extremă stânga  | Veronika Malá       | 6 mai 1994             | 1,70 m   | 35       | 90     | Issy-Paris Hand         |

### Norvegia
Echipa a fost anunțată pe 7 noiembrie 2017. Pe 17 decembrie 2017, Silje Solberg a înlocuit-o în echipă pe Helene Gigstad Fauske.
Antrenor principal:  Thorir Hergeirsson
Antrenor secund:  Mia Hermansson Högdahl
| Nr. | Post            | Nume                   | Data nașterii (vârsta) | Înălțime | Selecții | Goluri | Echipă              |
| --- | --------------- | ---------------------- | ---------------------- | -------- | -------- | ------ | ------------------- |
| 1   | Portar          | Kari Aalvik Grimsbø    | 4 ianuarie 1985        | 1,80 m   | 162      | 1      | Győri Audi ETO KC   |
| 3   | Centru          | Emilie Hegh Arntzen    | 1 ianuarie 1994        | 1,83 m   | 61       | 76     | Vipers Kristiansand |
| 4   | Inter stânga    | Veronica Kristiansen   | 10 iulie 1990          | 1,75 m   | 102      | 323    | FC Midtylland       |
| 6   | Pivot           | Heidi Løke             | 12 decembrie 1982      | 1,73 m   | 177      | 668    | Storhamar IL        |
| 7   | RW/RB           | Stine Skogrand         | 3 martie 1993          | 1,73 m   | 54       | 84     | Silkeborg/Voel KFUM |
| 8   | Pivot           | Vilde Ingstad          | 18 decembrie 1994      | 1,78 m   | 44       | 34     | Team Esbjerg        |
| 9   | Inter dreapta   | Nora Mørk              | 5 aprilie 1991         | 1,69 m   | 105      | 496    | Győri Audi ETO KC   |
| 10  | Centru          | Stine Bredal Oftedal   | 25 septembrie 1991     | 1,68 m   | 144      | 324    | Győri Audi ETO KC   |
| 12  | Portar          | Silje Solberg          | 16 iunie 1990          | 1,78 m   | 101      | 0      | Issy Paris Handball |
| 13  | Pivot           | Kari Brattset          | 15 februarie 1991      | 1,83 m   | 16       | 40     | Vipers Kristiansand |
| 16  | Portar          | Katrine Lunde          | 30 martie 1980         | 1,80 m   | 268      | 3      | Vipers Kristiansand |
| 17  | Inter stânga    | Helene Gigstad Fauske  | 31 ianuarie 1997       | 1,76 m   | 5        | 1      | FC Midtylland       |
| 18  | Centru          | Emilie Christensen     | 13 aprilie 1993        | 1,76 m   | 3        | 0      | Larvik HK           |
| 22  | Inter dreapta   | Amanda Kurtović        | 25 iulie 1991          | 1,75 m   | 97       | 244    | CSM Bucharest       |
| 23  | Extremă stânga  | Camilla Herrem         | 8 octombrie 1986       | 1,66 m   | 214      | 577    | Sola HK             |
| 24  | Extremă stânga  | Sanna Solberg          | 16 iunie 1990          | 1,78 m   | 100      | 164    | Team Esbjerg        |
| 27  | Extremă dreapta | Marit Røsberg Jacobsen | 25 februarie 1994      | 1,69 m   | 14       | 24     | Byåsen HE           |

### Polonia
O echipă de 18 jucătoare a fost anunțată pe 21 noiembrie 2017. Echipa finală a fost făcută publică pe 1 decembrie 2017. Pe 7 decembrie 2017 a fost introdusă și Monika Michałów. Hanna Rycharska a înlocuit-o pe Joanna Drabik pe 10 decembrie 2017.
Antrenor principal:  Leszek Krowicki
Antrenor secund:  Adrian Struzik
| Nr. | Post            | Nume                  | Data nașterii (vârsta) | Înălțime | Selecții | Goluri | Echipă                        |
| --- | --------------- | --------------------- | ---------------------- | -------- | -------- | ------ | ----------------------------- |
| 4   | Extremă dreapta | Adrianna Górna        | 22 martie 1996         | 1,65 m   | 4        | 4      | MKS Zagłębie Lubin            |
| 5   | Inter stânga    | Monika Michałów       | 22 decembrie 1988      | 1,90 m   | 24       | 41     | Piłka Ręczna Koszalin SA      |
| 8   | Inter dreapta   | Monika Kobylińska     | 9 aprilie 1995         | 1,77 m   | 37       | 111    | TuS Metzingen                 |
| 10  | Centru          | Romana Roszak         | 1 octombrie 1994       | 1,75 m   | 14       | 35     | Piłka Ręczna Koszalin SA      |
| 11  | Extremă stânga  | Kinga Grzyb           | 12 ianuarie 1982       | 1,68 m   | 235      | 604    | MKS Zagłębie Lubin            |
| 12  | Portar          | Weronika Gawlik       | 12 octombrie 1986      | 1,80 m   | 70       | 4      | SPR Lublin SSA                |
| 14  | Inter stânga    | Karolina Kudłacz-Gloc | 17 ianuarie 1985       | 1,77 m   | 164      | 840    | SG BBM Bietigheim             |
| 15  | Extremă dreapta | Katarzyna Janiszewska | 26 octombrie 1995      | 1,68 m   | 41       | 51     | GTPR Gdynia                   |
| 16  | Portar          | Adrianna Płaczek      | 10 decembrie 1993      | 1,74 m   | 17       | 0      | Fleury Loiret Handball        |
| 17  | Extremă stânga  | Daria Zawistowska     | 12 decembrie 1995      | 1,71 m   | 7        | 15     | Pogoń Baltica Szczecin        |
| 18  | Inter dreapta   | Aleksandra Zych       | 28 iulie 1993          | 1,82 m   | 45       | 49     | GTPR Gdynia                   |
| 20  | Pivot           | Joanna Drabik         | 28 octombrie 1993      | 1,80 m   | 52       | 78     | SPR Lublin SSA                |
| 24  | Inter stânga    | Joanna Kozłowska      | 19 ianuarie 1995       | 1,83 m   | 19       | 11     | GTPR Gdynia                   |
| 27  | Pivot           | Hanna Rycharska       | 1 iulie 1988           | 1,85 m   | 13       | 13     | Piłka Ręczna Koszalin SA      |
| 31  | Inter stânga    | Sylwia Lisewska       | 31 mai 1986            | 1,84 m   | 20       | 39     | EB Start Elbląg               |
| 66  | Pivot           | Joanna Szarawaga      | 2 aprilie 1994         | 1,85 m   | 15       | 21     | GTPR Gdynia                   |
| 89  | Inter stânga    | Kinga Achruk          | 9 ianuarie 1989        | 1,81 m   | 160      | 412    | SPR Lublin SSA                |
| 11  | Inter dreapta   | Ewa Urtnowska         | 18 ianuarie 1992       | 1,82 m   | 20       | 22     | Toulon Saint-Cyr Var Handball |

### Suedia
Echipa a fost anunțată pe 2 noiembrie 2017. Pe 2 decembrie 2017, Louise Sand a fost retrasă din echipă în urma unei accidentări, dar reintrodusă o zi mai târziu.
Antrenor principal:  Henrik Signell
Antrenor secund:  Jan Ekman
| Nr. | Post            | Nume                | Data nașterii (vârsta) | Înălțime | Selecții | Goluri | Echipă                  |
| --- | --------------- | ------------------- | ---------------------- | -------- | -------- | ------ | ----------------------- |
| 1   | Portar          | Johanna Bundsen     | 3 iunie 1991           | 1,85 m   | 60       | 0      | København Håndbold      |
| 2   | Pivot           | Ulrika Toft Hansen  | 13 iulie 1987          | 1,78 m   | 79       | 123    | Team Esbjerg            |
| 4   | Extremă stânga  | Olivia Mellegård    | 17 iunie 1996          | 1,78 m   | 19       | 33     | IK Sävehof              |
| 5   | Extremă dreapta | Emma Ekenman-Fernis | 24 iulie 1996          | 1,72 m   | 19       | 35     | IK Sävehof              |
| 6   | Inter stânga    | Carin Strömberg     | 10 iulie 1993          | 1,83 m   | 43       | 36     | Viborg HK               |
| 8   | Inter stânga    | Jamina Roberts      | 28 mai 1990            | 1,75 m   | 125      | 231    | ÉRD                     |
| 9   | Extremă stânga  | Louise Sand         | 27 decembrie 1992      | 1,64 m   | 82       | 188    | Brest Handball          |
| 11  | Extremă dreapta | Daniela Gustin      | 11 mai 1994            | 1,81 m   | 10       | 22     | Randers HK              |
| 12  | Portar          | Filippa Idéhn       | 15 august 1990         | 1,83 m   | 81       | 2      | Brest Bretagne Handball |
| 14  | Inter stânga    | Johanna Westberg    | 6 aprilie 1990         | 1,86 m   | 49       | 73     | Nykøbing Falster        |
| 19  | Pivot           | Anna Lagerquist     | 16 octombrie 1993      | 1,73 m   | 17       | 18     | Nykøbing Falster        |
| 20  | Centru          | Isabelle Gulldén    | 29 iunie 1989          | 1,79 m   | 179      | 695    | CSM București           |
| 22  | Inter dreapta   | Hanna Blomstrand    | 25 august 1996         | 1,70 m   | 24       | 28     | København Håndbold      |
| 24  | Inter dreapta   | Nathalie Hagman     | 19 iulie 1991          | 1,67 m   | 112      | 309    | CSM București           |
| 27  | Inter dreapta   | Sabina Jacobsen     | 24 martie 1989         | 1,80 m   | 108      | 132    | CSM București           |
| 29  | Inter stânga    | Jenny Alm           | 10 aprilie 1989        | 1,84 m   | 99       | 246    | København Håndbold      |

### Ungaria
O echipă de 19 jucătoare a fost anunțată pe 10 noiembrie 2017. Echipa finală a fost făcută publică pe 29 noiembrie 2017. Zita Szucsánszki a fost introdusă pe 6 decembrie 2017.
Antrenor principal:  Kim Rasmussen
Antrenor secund:  Beáta Siti
| Nr. | Post            | Nume                    | Data nașterii (vârsta) | Înălțime | Selecții | Goluri | Echipă                  |
| --- | --------------- | ----------------------- | ---------------------- | -------- | -------- | ------ | ----------------------- |
| 2   | Inter stânga    | Szandra Szöllősi-Zácsik | 22 aprilie 1990        | 1,83 m   | 50       | 166    | Budaörs KC              |
| 6   | Extremă stânga  | Nadine Schatzl          | 19 noiembrie 1993      | 1,73 m   | 26       | 57     | FTC-Rail Cargo Hungaria |
| 7   | Inter stânga    | Zita Szucsánszki        | 22 mai 1987            | 1,72 m   | 133      | 408    | FTC-Rail Cargo Hungaria |
| 8   | Centru          | Anikó Kovacsics         | 29 august 1991         | 1,70 m   | 94       | 178    | FTC-Rail Cargo Hungaria |
| 13  | Centru          | Anita Görbicz           | 13 mai 1983            | 1,73 m   | 227      | 1095   | Győri Audi ETO KC       |
| 14  | Pivot           | Anett Kisfaludy         | 31 august 1990         | 1,82 m   | 22       | 25     | ÉRD                     |
| 15  | Inter stânga    | Kinga Klivinyi          | 31 martie 1992         | 1,78 m   | 47       | 103    | ÉRD                     |
| 16  | Portar          | Blanka Bíró             | 22 septembrie 1994     | 1,86 m   | 39       | 1      | FTC-Rail Cargo Hungaria |
| 22  | Extremă dreapta | Bernadett Bódi          | 9 martie 1986          | 1,75 m   | 134      | 239    | Győri Audi ETO KC       |
| 23  | Inter stânga    | Klára Szekeres          | 1 decembrie 1987       | 1,83 m   | 85       | 30     | FTC-Rail Cargo Hungaria |
| 24  | Pivot           | Szabina Mayer           | 24 martie 1988         | 1,70 m   | 44       | 60     | Alba Fehérvár KC        |
| 33  | Inter dreapta   | Anna Kovács             | 24 octombrie 1991      | 1,73 m   | 23       | 71     | Dunaújvárosi KKA        |
| 34  | Pivot           | Rea Mészáros            | 14 aprilie 1994        | 1,72 m   | 32       | 6      | FTC-Rail Cargo Hungaria |
| 45  | Inter dreapta   | Noémi Háfra             | 5 octombrie 1998       | 1,80 m   | 5        | 8      | FTC-Rail Cargo Hungaria |
| 61  | Portar          | Kinga Janurik           | 6 noiembrie 1991       | 1,76 m   | 16       | 1      | ÉRD                     |
| 66  | Extremă dreapta | Viktória Lukács         | 31 ianuarie 1995       | 1,69 m   | 19       | 30     | FTC-Rail Cargo Hungaria |
| 96  | Centru          | Gabriella Tóth          | 23 septembrie 1996     | 1,75 m   | 19       | 43     | Győri Audi ETO KC       |

## Grupa C

### Brazilia
O echipă de 17 jucătoare a fost anunțată pe 9 noiembrie 2017. Echipa finală a fost făcută publică pe 1 decembrie 2017. Pe 5 decembrie 2017, Deonise Fachinello a înlocuit-o pe Gabriela Moreschi.
Antrenor principal:  Jorge Dueñas
Antrenor secund:  Sérgio Graciano
| Nr. | Post            | Nume                      | Data nașterii (vârsta) | Înălțime | Selecții | Goluri | Echipă             |
| --- | --------------- | ------------------------- | ---------------------- | -------- | -------- | ------ | ------------------ |
| 1   | Portar          | Gabriela Moreschi         | 8 iulie 1994           | 1,90 m   | 12       | 0      | Larvik HK          |
| 4   | Extremă stânga  | Samira Rocha              | 26 ianuarie 1989       | 1,70 m   | 114      | 302    | Kisvárdai KC       |
| 5   | Centru          | Danielle Joia             | 22 mai 1990            | 1,80 m   | 15       | 14     | EC Pinheiros       |
| 7   | Pivot           | Tamires Morena Lima       | 16 mai 1994            | 1,83 m   | 61       | 62     | Larvik HK          |
| 9   | Centru          | Ana Paula Belo            | 18 octombrie 1987      | 1,72 m   | 163      | 609    | Rostov-Don         |
| 10  | Extremă dreapta | Jéssica Quintino          | 17 aprilie 1991        | 1,72 m   | 109      | 273    | HC Odense          |
| 11  | Pivot           | Tamires Anselmo           | 2 mai 1990             | 1,70 m   | 15       | 27     | EC Pinheiros       |
| 12  | Portar          | Bárbara Arenhart          | 4 octombrie 1986       | 1,82 m   | 126      | 8      | Váci NKSE          |
| 13  | Pivot           | Lígia Costa               | 14 martie 1996         | 1,90 m   | 14       | 15     | GTPR Gdynia        |
| 18  | Inter stânga    | Eduarda Amorim            | 23 septembrie 1986     | 1,86 m   | 167      | 549    | Győri Audi ETO KC  |
| 23  | Extremă stânga  | Dayane Rocha              | 24 martie 1991         | 1,69 m   | 42       | 49     | São Bernardo       |
| 49  | Centru          | Patricia Matieli          | 11 noiembrie 1998      | 1,68 m   | 4        | 3      | GTPR Gdynia        |
| 81  | Inter dreapta   | Deonise Fachinello        | 20 iunie 1983          | 1,80 m   | 166      | 372    | CS Măgura Cisnădie |
| 84  | Portar          | Mayssa Pessoa             | 11 septembrie 1984     | 1,80 m   | 87       | 0      | Rostov-Don         |
| 88  | Extremă dreapta | Mariana Costa             | 14 octombrie 1992      | 1,66 m   | 22       | 48     | CS Măgura Cisnădie |
| 90  | Inter stânga    | Karoline de Souza         | 24 aprilie 1990        | 1,81 m   | 53       | 38     | Váci NKSE          |
| 92  | Inter dreapta   | Patricia Batista da Silva | 8 aprilie 1992         | 1,75 m   | 39       | 73     | Thüringer HC       |

### Danemarca
O echipă de 28 de jucătoare a fost anunțată pe 31 octombrie 2017. Echipa finală a fost făcută publică pe 8 noiembrie 2017. Pe 15 noiembrie 2017, Rikke Iversen a înlocuit-o pe Stine Bodholt Nielsen, care a fost retrasă din echipă în urma unei accidentări. Pe 30 noiembrie 2017, Simone Böhme a fost inclusă în echipă deoarece Trine Østergaard nu se recuperase încă după o accidentare, în timp ce Rikke Iversen a fost exclusă din echipă. Pe 6 decembrie 2017, Trine Østergaard a fost inclusă în echipă. Pe 9 decembrie 2017, Stine Bodholt Nielsen a înlocuit-o pe Kristina Kristiansen.
Antrenor principal:  Klavs Bruun Jørgensen
Antrenor secund:  Lars Jørgensen
| Nr. | Post            | Nume                  | Data nașterii (vârsta) | Înălțime | Selecții | Goluri | Echipă              |
| --- | --------------- | --------------------- | ---------------------- | -------- | -------- | ------ | ------------------- |
| 1   | Portar          | Sandra Toft Galsgaard | 18 octombrie 1989      | 1,76 m   | 86       | 0      | Team Esbjerg        |
| 5   | Pivot           | Sarah Iversen         | 10 aprilie 1990        | 1,75 m   | 15       | 21     | Nykøbing Falster HK |
| 7   | Extremă stânga  | Maria Fisker          | 3 octombrie 1990       | 1,70 m   | 89       | 217    | Randers HK          |
| 9   | Extremă stânga  | Fie Woller            | 17 septembrie 1992     | 1,75 m   | 37       | 59     | SG BBM Bietigheim   |
| 10  | Pivot           | Kathrine Heindahl     | 26 martie 1992         | 1,84 m   | 35       | 59     | Odense Håndbold     |
| 13  | Extremă dreapta | Simone Böhme          | 17 august 1991         | 1.69 m   | 13       | 12     | Siófok KC           |
| 14  | Centru          | Lotte Grigel          | 5 aprilie 1991         | 1,65 m   | 78       | 117    | Debreceni VSC       |
| 17  | Pivot           | Stine Bodholt Nielsen | 8 noiembrie 1989       | 1.76 m   | 40       | 68     | Viborg HK           |
| 18  | Inter dreapta   | Mette Tranborg        | 1 ianuarie 1996        | 1,92 m   | 34       | 87     | Odense Håndbold     |
| 19  | Inter dreapta   | Line Jørgensen        | 31 decembrie 1989      | 1,86 m   | 138      | 338    | CSM București       |
| 21  | Centru          | Kristina Kristiansen  | 13 iulie 1989          | 1,63 m   | 150      | 377    | Nykøbing Falster HK |
| 23  | Centru          | Kristina Jørgensen    | 17 ianuarie 1998       | 1,89 m   | 2        | 0      | Viborg HK           |
| 25  | Extremă dreapta | Trine Østergaard      | 17 octombrie 1991      | 1,65 m   | 84       | 125    | Odense Håndbold     |
| 27  | Inter dreapta   | Louise Burgaard       | 17 octombrie 1992      | 1,76 m   | 83       | 203    | FC Midtjylland      |
| 28  | Inter stânga    | Stine Jørgensen       | 3 septembrie 1990      | 1,80 m   | 117      | 366    | Odense Håndbold     |
| 31  | Inter stânga    | Line Haugsted         | 11 noiembrie 1994      | 1,77 m   | 25       | 38     | Viborg HK           |
| 40  | Portar          | Althea Reinhardt      | 8 septembrie 1996      | 1,80 m   | 18       | 0      | Odense Håndbold     |

### Japonia
Antrenor principal:  Ulrik Kirkely
Antrenor secund:
| Nr. | Post            | Nume           | Data nașterii (vârsta) | Înălțime | Selecții | Goluri | Echipă               |
| --- | --------------- | -------------- | ---------------------- | -------- | -------- | ------ | -------------------- |
| 2   | Pivot           | Mika Nagata    | 28 mai 1994            | 1,80 m   | 7        | 2      | Hokkoku Bank         |
| 3   | Pivot           | Kaho Sunami    | 5 ianuarie 1993        | 1,66 m   | 5        | 17     | Sony Semiconductor   |
| 4   | Inter dreapta   | Yui Sunami     | 7 iunie 1991           | 1,63 m   | 24       | 80     | Hokkoku Bank         |
| 5   | Inter stânga    | Sayo Shiota    | 21 martie 1989         | 1,72 m   | 25       | 34     | Hokkoku Bank         |
| 7   | Extremă dreapta | Asuka Fujita   | 14 februarie 1996      | 1,66 m   | 7        | 19     | Sony Semiconductor   |
| 9   | Centru          | Aya Yokoshima  | 3 iulie 1990           | 1,63 m   | 20       | 58     | Hokkoku Bank         |
| 12  | Portar          | Minami Itano   | 2 februarie 1993       | 1,73 m   | 0        | 0      | Hiroshima Maple Reds |
| 13  | Extremă stânga  | Chie Katsuren  | 14 aprilie 1989        | 1,58 m   | 25       | 60     | Omron                |
| 15  | Inter dreapta   | Hitomi Tada    | 13 octombrie 1991      | 1,66 m   | 1        | 1      | MIE violet' IRIS     |
| 21  | Extremă dreapta | Ayaka Ikehara  | 24 septembrie 1990     | 1,57 m   | 23       | 39     | Nykøbing Falster HK  |
| 24  | Centru          | Nozomi Hara    | 9 martie 1991          | 1,70 m   | 45       | 102    | MIE violet' IRIS     |
| 25  | Centru          | Mana Ohyama    | 7 decembrie 1992       | 1,64 m   | 5        | 18     | Hokkoku Bank         |
| 27  | Inter stânga    | Haruno Sasaki  | 26 februarie 1995      | 1,72 m   | 0        | 0      | Hokkoku Bank         |
| 28  | Pivot           | Shiori Nagata  | 24 octombrie 1987      | 1,71 m   | 65       | 42     | Omron                |
| 29  | Extremă stânga  | Anri Matsumura | 21 iunie 1991          | 1,68 m   | 20       | 87     | Sony Semiconductor   |
| 30  | Portar          | Sakura Hauge   | 7 ianuarie 1987        | 1,74 m   | 16       | 0      | Vipers Kristiansand  |

### Muntenegru
O echipă de 18 jucătoare a fost anunțată pe 20 noiembrie 2017.
Antrenor principal:  Per Johansson
Antrenor secund:  Adrian Vasile
| Nr. | Post            | Nume                  | Data nașterii (vârsta) | Înălțime | Selecții | Goluri | Echipă        |
| --- | --------------- | --------------------- | ---------------------- | -------- | -------- | ------ | ------------- |
| 1   | Portar          | Marina Rajčić         | 24 august 1993         | 1,78 m   | 97       | 0      | Metz Handball |
| 4   | Extremă dreapta | Jovanka Radičević     | 23 octombrie 1986      | 1,70 m   | 134      | 709    | ŽRK Vardar    |
| 9   | Inter stânga    | Đurđina Jauković      | 24 februarie 1997      | 1,85 m   | 38       | 102    | ŽRK Budućnost |
| 10  | Centru          | Tatjana Brnović       | 9 noiembrie 1998       | 1,83 m   | 4        | 3      | ŽRK Budućnost |
| 12  | Portar          | Alma Hasanić Grizović | 13 mai 1989            | 1,76 m   | 16       | 0      | Storhamar IL  |
| 15  | Inter dreapta   | Andrea Klikovac       | 15 noiembrie 1984      | 1,74 m   | 53       | 24     | ŽRK Vardar    |
| 16  | Portar          | Ljubica Nenezić       | 15 ianuarie 1997       | 1,79 m   | 6        | 0      | Kastamonu Bld |
| 23  | Extremă dreapta | Dijana Ujkić          | 5 iulie 1996           | 1,72 m   | 10       | 24     | ŽRK Budućnost |
| 25  | Inter dreapta   | Đurđina Malović       | 5 mai 1996             | 1,82 m   | 20       | 20     | ŽRK Budućnost |
| 27  | Inter dreapta   | Sanja Premović        | 27 noiembrie 1992      | 1,72 m   | 11       | 4      | ŽRK Budućnost |
| 32  | Inter dreapta   | Katarina Bulatović    | 15 noiembrie 1984      | 1,86 m   | 69       | 394    | Rostov-Don    |
| 55  | Extremă stânga  | Ivona Pavićević       | 21 aprilie 1996        | 1,67 m   | 24       | 12     | ŽRK Budućnost |
| 66  | Pivot           | Ema Ramusović         | 28 noiembrie 1996      | 1,82 m   | 36       | 30     | ŽRK Budućnost |
| 71  | Pivot           | Bobana Klikovac       | 19 iulie 1995          | 1,81 m   | 14       | 8      | SCM Craiova   |
| 80  | Centru          | Jelena Despotović     | 30 aprilie 1994        | 1,83 m   | 54       | 38     | Debreceni VSC |
| 90  | Inter stânga    | Milena Raičević       | 12 martie 1990         | 1,78 m   | 129      | 380    | ŽRK Budućnost |
| 96  | Extremă dreapta | Itana Grbić           | 1 septembrie 1996      | 1,69 m   | 23       | 17     | ŽRK Budućnost |

### Rusia
O echipă de 22 de jucătoare a fost anunțată pe 17 noiembrie 2017. Pe 20 noiembrie 2017, Elizaveta Malașenko a înlocuit-o pe Viktorija Žilinskaitė, însărcinată. Pe 27 noiembrie 2017, echipa a fost redusă la 18 handbaliste. Echipa finală a fost făcută publică pe 2 decembrie 2017. Ekaterina Matlașova a înlocuit-o pe Ekaterina Ilina pe 11 decembrie 2017. Pe 13 decembrie 2017, Ekaterina Ilina a înlocuit-o pe Anastasia Makina.
Antrenor principal:  Evgheni Trefilov
Antrenor secund:  Alexei Alexeev
| Nr. | Post            | Nume                | Data nașterii (vârsta) | Înălțime | Selecții | Goluri | Echipă           |
| --- | --------------- | ------------------- | ---------------------- | -------- | -------- | ------ | ---------------- |
| 6   | Pivot           | Ekaterina Matlașova | 25 septembrie 1994     | 1,85 m   | 8        | 4      | Kuban Krasnodar  |
| 7   | Centru          | Daria Dmitrieva     | 9 august 1995          | 1,78 m   | 78       | 229    | Lada Toliatti    |
| 13  | Extremă dreapta | Anna Viahireva      | 13 martie 1995         | 1,65 m   | 63       | 235    | Rostov-Don       |
| 18  | Extremă stânga  | Daria Samohina      | 12 august 1992         | 1,75 m   | 24       | 58     | HC Astrahanocika |
| 19  | Pivot           | Ksenia Makeeva      | 19 septembrie 1990     | 1,85 m   | 115      | 213    | Rostov-Don       |
| 27  | Inter stânga    | Polina Vedehina     | 6 ianuarie 1994        | 1,77 m   | 27       | 44     | Lada Toliatti    |
| 29  | Portar          | Elena Utkina        | 29 mai 1990            | 1,81 m   | 27       | 1      | Lada Toliatti    |
| 31  | Centru          | Karina Sabirova     | 23 martie 1998         | 1,81 m   | 11       | 21     | HC Astrahanocika |
| 33  | Centru          | Ekaterina Ilina     | 7 martie 1991          | 1,77 m   | 91       | 244    | Rostov-Don       |
| 34  | Inter dreapta   | Elizaveta Malașenko | 26 februarie 1996      | 1,80 m   | 24       | 28     | HC Astrahanocika |
| 36  | Extremă dreapta | Iulia Managarova    | 27 septembrie 1988     | 1,66 m   | 24       | 28     | Rostov-Don       |
| 66  | Inter stânga    | Anna Kocetova       | 4 mai 1987             | 1,70 m   | 62       | 195    | HC Astrahanocika |
| 70  | Pivot           | Maia Petrova        | 26 mai 1982            | 1,78 m   | 71       | 77     | Rostov-Don       |
| 88  | Portar          | Victoria Kalinina   | 8 decembrie 1988       | 1,83 m   | 76       | 0      | Kuban Krasnodar  |
| 93  | Inter dreapta   | Anna Punko          | 27 martie 1989         | 1,83 m   | 41       | 70     | Debreceni VSC    |
| 97  | Extremă dreapta | Anastasia Makina    | 10 decembrie 1987      | 1,67 m   | 7        | 5      | Dinamo Volgograd |
| 98  | Extremă stânga  | Iulia Markova       | 10 august 1996         | 1,70 m   | 7        | 6      | Dinamo Volgograd |

### Tunisia
O echipă de 18 jucătoare a fost anunțată pe 4 octombrie 2017.
Antrenor principal:  Issam Lahyani
Antrenor secund:  Mehrez Ben Ammar
| Nr. | Post            | Nume             | Data nașterii (vârsta) | Înălțime | Selecții | Goluri | Echipă               |
| --- | --------------- | ---------------- | ---------------------- | -------- | -------- | ------ | -------------------- |
| 5   | Extremă dreapta | Aya Ben Abdallah | 19 august 1997         | 1,65 m   | 3        | 1      | Club Africain        |
| 7   | Extremă stânga  | Fatma Bouri      | 9 ianuarie 1993        | 1,79 m   | 3        | 4      | Club Africain        |
| 9   | Centru          | Senda Chekir     | 19 iulie 1992          | 1,78 m   | 11       | 15     | Megrine Sport HBF    |
| 10  | Inter dreapta   | Amal Hamrouni    | 16 iunie 1995          | 1,56 m   | 24       | 109    | ASF Sfax             |
| 11  | Extremă stânga  | Boutheïna Amiche | 12 septembrie 1990     | 1,72 m   | 20       | 26     | ASF Sfax             |
| 12  | Portar          | Echraf Abdallah  | 14 ianuarie 1987       | 1,81 m   | 45       | 0      | Megrine Sport HBF    |
| 14  | Pivot           | Mouna Jlezi      | 22 iunie 1991          | 1,73 m   | 10       | 32     | Club Africain        |
| 15  | Pivot           | Rakia Rezgui     | 26 august 1996         | 1,79 m   | 18       | 12     | Club Africain        |
| 16  | Portar          | Fadia Omrani     | 27 februarie 1984      | 1,71 m   | 67       | 0      | Club Africain        |
| 19  | Inter stânga    | Ines Jaouadi     | 15 septembrie 1989     | 1,82 m   | 99       | 235    | ASF Teboulba         |
| 20  | Centru          | Mouna Chebbah    | 8 iulie 1982           | 1,76 m   | 232      | 1006   | Chambray Touraine HB |
| 21  | Centru          | Sondes Hachana   | 7 septembrie 1996      | 1,72 m   | 11       | 10     | ASF Teboulba         |
| 24  | Inter stânga    | Ines Khouildi    | 11 martie 1985         | 1,83 m   | 125      | 277    | HCM Râmnicu Vâlcea   |
| 25  | Inter dreapta   | Oumayma Dardour  | 6 ianuarie 1996        | 1,78 m   | 10       | 8      | Club Africain        |
| 44  | Pivot           | Manel Kouki      | 4 februarie 1988       | 1,80 m   | 88       | 191    | Stella Sports HB     |
| 99  | Centru          | Takoua Chabchoub | 10 martie 1993         | 1,72 m   | 14       | 22     | OGC Nice             |

## Grupa D

### Camerun
Antrenor principal:  Jean Marie Zambo
Antrenor secund:  Serge Claude Magala
| Nr. | Post            | Nume                   | Data nașterii (vârsta) | Înălțime | Selecții | Goluri | Echipă              |
| --- | --------------- | ---------------------- | ---------------------- | -------- | -------- | ------ | ------------------- |
| 1   | Portar          | Noelle Mben            | 5 ianuarie 1988        | 1,76 m   | 50       |        | Yenimahalle Bld. SK |
| 2   | Extremă stânga  | Anne Ngo               | 1 aprilie 1984         | 1,69 m   | 26       |        | FAP Yaoundé         |
| 3   | Centru          | Pasma Nchouapouognigni | 21 decembrie 1992      | 1,85 m   | 32       |        | DGSP                |
| 4   | Centru          | Genny Mahala           | 16 septembrie 1992     | 1,79 m   | 29       |        | FAP Yaoundé         |
| 5   | Pivot           | Yvette Yuoh            | 7 iulie 1989           | 1,88 m   | 6        |        | TKC                 |
| 6   | Pivot           | Jacqueline Mossy       | 29 iulie 1985          | 1,72 m   | 90       |        | Dynamique De Bokito |
| 7   | Centru          | Vanessa Djiepmou       | 18 iunie 1990          | 1,68 m   | 34       |        | FAP Yaoundé         |
| 8   | Centru          | Morgane Ndongo         | 7 martie 1993          | 1,95 m   | 24       |        | FAP Yaoundé         |
| 10  | Extremă dreapta | Yolande Touba          | 18 iulie 1993          | 1,62 m   | 11       |        | Dynamique De Bokito |
| 12  | Portar          | Berthe Abiabakon       | 7 octombrie 1988       | 1,75 m   | 38       |        | La Roche-sur-Yon    |
| 14  | Pivot           | Jasmine Yotchoum       | 2 decembrie 1994       | 1,86 m   | 18       |        | FAP Yaoundé         |
| 15  | Centru          | Anne Essam             | 6 ianuarie 1992        | 1,77 m   | 30       |        | FAP Yaoundé         |
| 16  | Portar          | Linda Awu              | 18 iulie 1989          | 1,72 m   | 16       |        | FAP Yaoundé         |
| 17  | Centru          | Jacky Baniomo          | 16 aprilie 1983        | 1,72 m   | 35       |        | Usarsport           |
| 18  | Inter stânga    | Aubiege Njampou        | 8 mai 1982             | 1,74 m   | 60       |        | FAP Yaoundé         |
| 35  | Inter dreapta   | Lisa Atangana          | 3 octombrie 1997       | 1,74 m   | 0        | 0      | Anglet Biarritz     |

### China
Antrenor principal:  Jesper Holmris
Antrenor secund:  Cui Liang
| Nr. | Post            | Nume           | Data nașterii (vârsta) | Înălțime | Selecții | Goluri | Echipă                 |
| --- | --------------- | -------------- | ---------------------- | -------- | -------- | ------ | ---------------------- |
| 3   | Extremă dreapta | Zhang Haixia   | 10 februarie 1995      | 1,74 m   | 80       | 95     | Jiangsu Club           |
| 5   | Inter stânga    | Ban Chenchen   | 6 iunie 1991           | 1,85 m   | 20       | 5      | Anhui Club             |
| 6   | Inter stânga    | Wei Baogui     | 20 martie 1990         | 1,79 m   | 30       | 15     | Guangdong Club         |
| 7   | Inter stânga    | Li Xiaoqing    | 22 decembrie 1995      | 1,76 m   | 40       | 30     | Clubul Armatei Beijing |
| 8   | Pivot           | Qiao Ru        | 5 ianuarie 1995        | 1,83 m   | 90       | 100    | Jiangsu Club           |
| 9   | Extremă stânga  | Wu Nana        | 4 martie 1990          | 1,70 m   | 80       | 65     | Shanghai Club          |
| 11  | Extremă stânga  | Yu Yuanyuan    | 30 ianuarie 1995       | 1,73 m   | 35       | 20     | Jiangsu Club           |
| 13  | Extremă dreapta | Si Wen         | 14 decembrie 1990      | 1,71 m   | 30       | 18     | Shanghai Club          |
| 14  | Inter dreapta   | Liu Xiaomei    | 2 mai 1985             | 1,78 m   | 150      | 210    | Anhui Club             |
| 15  | Inter dreapta   | Sun Mengying   | 11 aprilie 1990        | 1,77 m   | 100      | 130    | Shanghai Club          |
| 16  | Portar          | Wang Xiaohua   | 15 aprilie 1993        | 1,86 m   | 50       | 0      | Jiangsu Club           |
| 18  | Pivot           | Sha Zhengwen   | 18 iunie 1990          | 1,90 m   | 100      | 130    | Shanghai Club          |
| 19  | Pivot           | Mo Mengmeng    | 6 ianuarie 1995        | 1,80 m   | 10       | 8      | Jiangsu Club           |
| 22  | Portar          | Yang Yurou     | 16 iulie 1996          | 1,86 m   | 25       | 0      | Anhui Club             |
| 23  | Inter stânga    | Zhou Mengxue   | 20 februarie 2000      | 1,75 m   | 10       | 5      | Anhui Club             |
| 93  | Extremă dreapta | Zhang Tingting | 3 septembrie 1996      | 1,83 m   | 20       | 7      | Anhui Club             |

### Coreea de Sud
O echipă de 18 jucătoare a fost folosită în timpul unui turneu din Norvegia, la sfârșitul lunii noiembrie. Echipa finală a fost făcută publică pe 2 decembrie 2017. Pe 3 decembrie 2017, Jung Ji-in a înlocuit-o pe Gwon Han-na în echipă din cauza unei accidentări. Pe 5 decembrie 2017, Jeong Jin-hui a înlocuit-o pe Gim Boe-un în echipă din cauza unei accidentări.
Antrenor principal:  Kang Jae-won
Antrenor secund:  Lee Jae-woo
| Nr. | Post            | Nume           | Data nașterii (vârsta) | Înălțime | Selecții | Goluri | Echipă                 |
| --- | --------------- | -------------- | ---------------------- | -------- | -------- | ------ | ---------------------- |
| 2   | Extremă dreapta | Kim Seon-hwa   | 7 ianuarie 1991        | 1,60 m   |          |        | SK Sugar Gliders       |
| 7   | Extremă stânga  | Jo Ha-rang     | 15 iulie 1991          | 1,65 m   |          |        | Orașul Gwangju         |
| 9   | Centru          | Song Hye-soo   | 27 august 1999         | 1,62 m   |          |        | Incheon Business H.S   |
| 11  | Inter dreapta   | Ryu Eun-hee    | 24 februarie 1990      | 1,79 m   | 83       | 297    | Busan                  |
| 12  | Portar          | Ju Hui         | 4 noiembrie 1989       | 1,81 m   |          |        | Orașul Seoul           |
| 14  | Inter dreapta   | Jung Ji-in     | 18 iulie 2000          | 1,80 m   |          |        | Baekyang H.S           |
| 15  | Extremă stânga  | Choi Su-min    | 9 ianuarie 1990        | 1,78 m   | 49       | 155    | Orașul Seoul           |
| 16  | Portar          | Park Sae-young | 11 august 1994         | 1,75 m   |          |        | Gyeong                 |
| 17  | Inter stânga    | Sim Hae-in     | 31 octombrie 1987      | 1,78 m   | 64       | 117    | Busan                  |
| 18  | Inter stânga    | Kim Hee-jin    | 17 iunie 1995          | 1,77 m   |          |        | Orașul Incheon         |
| 19  | Pivot           | Kang Eun-hye   | 17 aprilie 1996        | 1,85 m   |          |        | Universitatea de Sport |
| 21  | Centru          | Song Jie-un    | 4 septembrie 1996      | 1,70 m   |          |        | Orașul Incheon         |
| 22  | Extremă dreapta | Song Ji-young  | 6 iunie 1996           | 1,64 m   |          |        | Orașul Seoul           |
| 23  | Centru          | Lee Mi-gyeong  | 2 octombrie 1991       | 1,70 m   |          |        | Hiroshima Maple Reds   |
| 24  | Inter stânga    | Gwon Han-na    | 22 noiembrie 1989      | 1,73 m   | 77       | 211    | Orașul Seoul           |
| 28  | Pivot           | Gim Boe-un     | 8 decembrie 1997       | 1,76 m   |          |        | Gyeong                 |
| 29  | Extremă dreapta | Yu So-jeong    | 4 iunie 1996           | 1,68 m   | 19       | 71     | SK Sugar Gliders       |
| 36  | Portar          | Jeong Jin-hui  | 24 martie 1999         | 1,80 m   |          |        | Il Shin Gril's H.S     |

### Germania
O echipă de 28 de jucătoare a fost anunțată pe 1 noiembrie 2017. Echipa finală a fost făcută publică pe 1 decembrie 2017. Pe 3 decembrie 2017, Alicia Stolle a fost retrasă din cauza unei accidentări. Emily Bölk a fost introdusă pe 5 decembrie 2017. Dinah Eckerle a înlocuit-o pe Antje Lauenroth pe 8 decembrie 2017.
Antrenor principal:  Michael Biegler
| Nr. | Post            | Nume                  | Data nașterii (vârsta) | Înălțime | Selecții | Goluri | Echipă               |
| --- | --------------- | --------------------- | ---------------------- | -------- | -------- | ------ | -------------------- |
| 3   | Inter dreapta   | Isabell Klein         | 28 iunie 1984          | 1,72 m   | 86       | 99     | Nantes Handball      |
| 6   | Pivot           | Jenny Karolius        | 24 mai 1986            | 1,81 m   | 16       | 27     | Bayer Leverkusen     |
| 10  | Centru          | Anna Loerper          | 18 noiembrie 1984      | 1,64 m   | 235      | 396    | TuS Metzingen        |
| 11  | Inter stânga    | Xenia Smits           | 22 aprilie 1994        | 1,82 m   | 32       | 77     | Metz Handball        |
| 12  | Portar          | Katja Kramarczyk      | 18 martie 1984         | 1,78 m   | 133      | 0      | Bayer Leverkusen     |
| 13  | Pivot           | Julia Behnke          | 28 martie 1993         | 1,80 m   | 40       | 48     | TuS Metzingen        |
| 15  | Centru          | Kim Naidzinavicius    | 6 aprilie 1991         | 1,81 m   | 89       | 200    | SG BBM Bietigheim    |
| 16  | Portar          | Clara Woltering       | 2 martie 1983          | 1,78 m   | 214      | 0      | Borussia Dortmund HB |
| 20  | Inter stânga    | Emily Bölk            | 26 aprilie 1998        | 1,84 m   | 20       | 52     | Buxtehuder SV        |
| 21  | Inter stânga    | Nadja Månsson         | 22 septembrie 1988     | 1,86 m   | 72       | 235    | Borussia Dortmund HB |
| 23  | Extremă dreapta | Svenja Huber          | 23 octombrie 1985      | 1,68 m   | 74       | 152    | Borussia Dortmund HB |
| 24  | Inter stânga    | Lone Fischer          | 8 septembrie 1988      | 1,65 m   | 40       | 82     | Buxtehuder SV        |
| 26  | Extremă stânga  | Angie Geschke         | 24 mai 1985            | 1,77 m   | 90       | 162    | VfL Oldenburg        |
| 29  | Pivot           | Antje Lauenroth       | 4 octombrie 1988       | 1,70 m   | 6        | 8      | SG BBM Bietigheim    |
| 31  | Centru          | Kerstin Wohlbold      | 11 ianuarie 1984       | 1,70 m   | 76       | 140    | Thüringer HC         |
| 36  | Portar          | Dinah Eckerle         | 16 octombrie 1995      | 1,70 m   | 16       | 1      | Thüringer HC         |
| 37  | Inter dreapta   | Alicia Stolle         | 17 iunie 1996          | 1,79 m   | 19       | 13     | HSG Blomberg-Lippe   |
| 42  | Inter dreapta   | Frederikke Gubernatis | 1 aprilie 1988         | 1,77 m   | 4        | 9      | Buxtehuder SV        |

### Serbia
O echipă de 18 jucătoare a fost anunțată pe 29 noiembrie 2017. Echipa finală a fost făcută publică pe 2 decembrie 2017.
Antrenor principal:  Ljubomir Obradović
Antrenor secund:  Živojin Maksić
| Nr. | Post            | Nume                  | Data nașterii (vârsta) | Înălțime | Selecții | Goluri | Echipă                 |
| --- | --------------- | --------------------- | ---------------------- | -------- | -------- | ------ | ---------------------- |
| 2   | Extremă stânga  | Sanja Radosavljević   | 15 ianuarie 1994       | 1,70 m   | 38       | 54     | Váci NKSE              |
| 3   | Extremă dreapta | Katarina Krpež Slezak | 2 mai 1988             | 1,68 m   | 120      | 301    | ÉRD                    |
| 7   | Centru          | Andrea Lekić          | 6 septembrie 1987      | 1,78 m   | 96       | 481    | ŽRK Vardar             |
| 8   | Inter dreapta   | Dijana Števin         | 23 octombrie 1986      | 1,78 m   | 66       | 128    | Celles Sur Belle       |
| 9   | Inter dreapta   | Jelena Živković       | 6 iulie 1991           | 1,84 m   | 79       | 150    | Alba Fehérvár KC       |
| 11  | Inter stânga    | Sanja Damnjanović     | 25 mai 1987            | 1,81 m   | 111      | 440    | Siófok KC              |
| 14  | Extremă dreapta | Željka Nikolić        | 12 iulie 1991          | 1,68 m   | 15       | 9      | SCM Craiova            |
| 18  | Centru          | Tamara Georgijev      | 6 septembrie 1992      | 1,72 m   | 29       | 39     | Kisvárdai KC           |
| 20  | Pivot           | Slađana Pop-Lazić     | 26 iulie 1988          | 1,78 m   | 71       | 122    | Brest Bretagne         |
| 21  | Extremă stânga  | Dijana Radojević      | 2 aprilie 1990         | 1,70 m   | 12       | 12     | Ankara Yenimahalle BSK |
| 23  | Inter stânga    | Marija Obradović      | 6 august 1992          | 1,82 m   | 9        | 12     | TuS Metzingen          |
| 27  | Portar          | Katarina Tomašević    | 6 februarie 1984       | 1,77 m   | 73       | 0      | DKKA Dunaujvaros KA    |
| 33  | Inter stânga    | Jovana Stoiljković    | 30 septembrie 1988     | 1,82 m   | 70       | 153    | Brest Handball         |
| 72  | Pivot           | Dragana Cvijić        | 15 martie 1990         | 1,84 m   | 72       | 205    | ŽRK Vardar             |
| 90  | Portar          | Marija Čolić          | 12 aprilie 1990        | 1,73 m   | 11       | 0      | OGC Nice               |
| 99  | Inter dreapta   | Marina Dmitrović      | 23 martie 1985         | 1,85 m   | 99       | 152    | Kisvárdai KC           |

### Țările de Jos
Primele 14 jucătoare au fost anunțate pe 13 noiembrie 2017. Echipa finală a fost făcută publică pe 28 noiembrie 2017. Pearl van der Wissel a înlocuit-o pe Angela Steenbakkers pe 9 decembrie 2017.
Antrenor principal:  Helle Thomsen
Antrenor secund:  Olga Assink
| Nr. | Post            | Nume                  | Data nașterii (vârsta) | Înălțime | Selecții | Goluri | Echipă                  |
| --- | --------------- | --------------------- | ---------------------- | -------- | -------- | ------ | ----------------------- |
| 4   | Extremă stânga  | Angela Steenbakkers   | 3 iunie 1994           | 1,69 m   | 11       | 17     | HSG Blomberg-Lippe      |
| 5   | Inter stânga    | Jessy Kramer          | 16 februarie 1990      | 1,77 m   | 110      | 91     | Toulon Handball         |
| 6   | Inter dreapta   | Laura van der Heijden | 27 iunie 1990          | 1,72 m   | 174      | 555    | FTC-Rail Cargo Hungaria |
| 7   | Extremă dreapta | Debbie Bont           | 9 decembrie 1990       | 1,74 m   | 130      | 252    | København Håndbold      |
| 8   | Inter stânga    | Lois Abbingh          | 13 august 1992         | 1,77 m   | 117      | 492    | Issy-Paris Hand         |
| 10  | Pivot           | Danick Snelder        | 22 mai 1990            | 1,78 m   | 146      | 347    | FTC-Rail Cargo Hungaria |
| 11  | Centru          | Lynn Knippenborg      | 7 ianuarie 1992        | 1,75 m   | 77       | 104    | Buxtehuder SV           |
| 13  | Pivot           | Yvette Broch          | 23 decembrie 1990      | 1,85 m   | 107      | 264    | Győri Audi ETO KC       |
| 17  | Centru          | Nycke Groot           | 4 mai 1988             | 1,75 m   | 119      | 365    | Győri Audi ETO KC       |
| 18  | Inter stânga    | Kelly Dulfer          | 21 martie 1994         | 1,86 m   | 75       | 59     | København Håndbold      |
| 23  | Portar          | Jasmina Janković      | 6 decembrie 1986       | 1,68 m   | 82       | 4      | TuS Metzingen           |
| 24  | Extremă stânga  | Martine Smeets        | 5 mai 1990             | 1,72 m   | 74       | 26     | SG BBM Bietigheim       |
| 25  | Inter dreapta   | Charris Rozemalen     | 16 aprilie 1991        | 1,75 m   | 6        | 13     | SG BBM Bietigheim       |
| 26  | Extremă dreapta | Angela Malestein      | 31 ianuarie 1993       | 1,73 m   | 109      | 211    | SG BBM Bietigheim       |
| 28  | Centru          | Pearl van der Wissel  | 14 aprilie 1984        | 1,71 m   | 217      | 560    | Odense Håndbold         |
| 33  | Portar          | Tess Wester           | 19 mai 1993            | 1,78 m   | 68       | 7      | SG BBM Bietigheim       |
| 79  | Inter stânga    | Estavana Polman       | 5 august 1992          | 1,74 m   | 111      | 390    | Team Esbjerg            |